# トルデン (モニター)
トルデン（Thordön、後にTordön）はスウェーデン海軍のモニター。スウェーデンでの艦種は装甲艇 (Pansarbåt)、後に二等装甲艇。艦名のトルデンは、トールがミョルニルを使用したときのの音である。
「ジョン・エリクソン」とほぼ同型のモニター2隻のうちの1隻（もう1隻は「ティルフィン」）である。モータラ造船所で建造。1864年11月起工。1865年12月1日進水。1866年8月14日に就役ないし引き渡し。または1866年8月16日竣工。
基準排水量1501.1トン、または満載排水量1501トンとなっており、主砲は最初はフィンスポング26.7cmM/66型前装滑腔砲2門、またはvon Feilitzen製の9インチM/66型前装滑腔砲であったが、1869年（1872年）にフィンスポング19口径（19.4口径）24cmM/69型後装施条砲に換装され、次いで1877年（1882年）にはフィンスポング21口径24cmM/76型後装施条砲に換装された。1977年にパルムクランツ12mmM/75型10銃身機銃2挺が追加され、同機銃は1880年代にパルムクランツ25mmM/77型4銃身機銃（ノルデンフェルト製）に換装された。
1903年から1905年の改装で主砲はボフォース45口径12cmM/94型速射砲2門となった。また、Komet級とStierna級水雷艇の改修で余剰となった47mmM/95型速射砲8門が搭載された（マキシム・ノルデンフェルト55口径47mmM/95型砲8門搭載とも）。この時の改修では甲板室や指揮所の追加、主缶の換装なども行われた。
1867年7月、「トルデン」、「ジョン・エリクソン」、「ティルフィン」とノルウェーのモニター「スコルピオネン」、フリゲート2隻はヘルシングフォシュとクロンシュタットへ向かった。クロンシュタットには8月3日に着き、8月17日に同地を離れた。
1883年7月23日、ノーショーピング沖のLilla Rimö島沖で座礁し沈没。8月4日に引き上げられ、カールスクルーナ海軍工廠で修理された。ブイの配置が誤っていたことが事故原因であると立証したにもかかわらず、艦長は引き揚げと修理の費用の支払いを命じられた。
第一次世界大戦中はイェーテボリの局地防衛部隊に属した。1922年8月25日退役。同年ないし翌年売却された。その後はストックホルム港で艀として使用された。